# Дунђерсково позориште
Дунђерсково позориште је била позоришна зграда у Новом Саду коју је користило Српско народно позориште као другу своју зграду у једном периоду рада (1895—1928). Назив носи по добротвору Лазару Дунђерском, који је, будући да је и сам био велики љубитељ позоришта, уложио новац у пројектовање, материјал и изградњу нове зграде позоришта на свом земљишту. Овај објекат се налазио у дворишту његовог Хотела "Царица Јелисавета" (данашњег Хотела "Војводина"). Зграду Дунђерсковог позоришта пројектовао је архитекта Владимир Николић, један од највећих српских архитеката тог доба, чији је први изведени пројекат управо ова позоришна зграда. Након што је зграда завршена, и по њеном отварању, Лазар Дунђерски ју је уступио Српском народном позоришту. Након непуне три и по деценије, 1928. године, изгорела је у пожару.

## Историјат

###### Околности и изазови
Друштво за СНП и позоришни ансамбл СНП-а су се 1892. године поново нашли у проблему, јер им је Министарство унутрашњих дела преко Магистрата наложило рушење Грађанске дворане (зграде које је Друштво за СНП откупило 1872. ради одржавања представа), јер је по мишљењу стручне комисије утврђено да је склона паду. Друштво је тражило да се рушење одложи на десет година, или док се не сазида нова зграда, али је Магистрат експлицитно наредио рушење зграде у року од 30 дана. Зграда заправо није била у таквом стању да би се морала рушити, ипак, све жалбе Министарству биле су одбијене и зграда је порушена. Након тога, позоришни ансамбл СНП-а је  био приморан да крене на трогодишње непрекидно гостовање по Војводини.

###### Нови пробоји
Велепоседник Лазар Дунђерски, велики добротвор и љубитељ позоришта, вишеструко се ангажовао око овог проблема. Срушио је Грађанску дворану коју је претходно откупио, узевши сав материјал од којег је била саздана. Након бројних покушаја да се од градске управе добије одобрење за избор локације за изградњу нове позоришне зграде, Лазар Дунђерски је већ 1893. године започео градњу нове позоришне зграде у дворишту свог Хотела "Царица Јелисавета". Израду пројекта је поверио Владимиру Николићу, који је због ангажовања на изградњи низа патријаршијских објеката у (Сремским) Карловцима, дефинисао основну функционалну шему новог објекта, њено обликовање, стил градње и декоративни програм, а израду планова је поверио спољњем сараднику, бечком архитекти Рудолфу Клоцу (Rudolf Klotz). За уређење ентеријера био је задужен немачки уметник српског порекла Јосиф Бунић (алијас Џон Џексон), а за осликавање - будимпештански сликар Шпанкрафт. Почетком фебруара 1895. зграда је била завршена и  дружина СНП-а је отпочела своју новосадску зимску сезону.

###### Изглед зграде
Била је то, за оно време, савремено опремљена позоришна кућа. У једном периоду, крајем века, позориште и хотел су једини у граду имали електрично осветљење. Изглед позоришта је познат из старије литературе и са старих разгледница, јер пројекти нису сачувани, као ни документи о изгледу унутрашњости зграде или фотографије ентеријера. Данас постоји макета зграде коју је 1960. године по нацртима Ђорђа Табаковића израдио Шандор Нађ. Она спада у музејску грађу Позоришног музеја Војводине, а тренутно се налази у Српском народном позоришту.
У каталогу у издању новосадске Академије уметности под називом: Избрисано памћење: визуелне реконструкције несталог архитектонског наслеђа Новог Сада, аутори наводе:
„Главна сала је пројектована за 600 гледалаца, смештених у партеру, на спратним ложама и две галерије. Монументална неоренесансна спратна грађевина је била правоугаоне основе са испустима на краћим странама. На североисточној страни окренутој централном градском тргу, концентрисана је неоренесансна украсна декорација и  формиран је централни улазни ризалит са троје врата и зиданим балконом на првом спрату. Изнад ризалита се уздиже повучена купола, која доминира улазном фасадом. Главна фасада је оживљена са два низа великих полукружних отвора изнад којих су окулуси наглашени гирландама.”

###### Завршница
Иако је позориште било снабдевено савременом „машинском опремом”, заштита од пожара није била адекватна и неколико година након отварања Дунђерсковог позоришта, Варошка капетанија је уз подршку Магистрата донела одлуку о обустави коришћења објекта док се уочени недостаци не отклоне. 19 година након прве интервенције на побољшању хигијенских и противпожарних услова, зграду је, 1928. године захватио пожар када је у потпуности изгорела. Након тога, никада више није реконструисана или поново изграђена.